# Баба-Дервиш
«Баба-Дервиш» (азерб. Babadərviş) — место обнаружения древнего поселения в 2 км к западу от города Газах в Азербайджане, на левом берегу реки Агстафачай. Археологические раскопки, проводившиеся с 1958 по 1966 год выявили здесь три культурных слоя. Включён правительством Азербайджана в список археологических памятников мирового значения.

## География
Поселение Баба-Дервиш расположено недалеко от села Ханлыглар. Как правило, поселение Баба-Дервиш состоит из серии 5 холмов. Согласно результатам исследований, данное поселение существовало еще в начале III тысячелетия до нашей эры. 

## Археологические раскопки
В результате археологических раскопок на территории поселения было обнаружено несколько жилых строений, относящихся к Ходжалы-Гедабекской археологической культуре XII-VII веков до нашей эры.
Особый интерес представляют фигурки человека и животных, остатки колёс, изготовленные из глины, множество образцов керамики, датирующиеся 2300-2200 годами до нашей эры.
В 1966 году здесь была найдена могила катакомбного типа. Наряду с погребением были обнаружены глиняные горшки, железный нож, часть ткацкого станка из дерева, бронзовые иглы и так далее.

## Культурные слои
Нижний культурный слой датируется V тысячелетием до н. э. В этом слое найдены круглые полуподземные дома, глиняная посуда, зерномолотильные камни, костяная мотыга, игла, шило, кости различных животных и пр.
В среднем слое, датируемым III тысячелетием до н. э., выявлены построенные из сырого кирпича круглые дома, глиняная посуда чёрного и красного цветом с геометрическими узорами и узорами в форме птиц, мангалы, фигуры животных, глиняная посуда для взбивания масла, очаги для плавки металла, бронзовый предмет, остатки ячменя и пшеницы и пр.
Верхний слой датируется концом II — началом I тысячелетия до н. э. и представлен четырёхугольными домами, хозяйственными колодцами и кувшинами, различной бытовой посудой, глиняными печатями, мангалами, бронзовыми наконечниками стрел, скульптурами быков, железными предметами и др.
Нижний слой представлен памятниками культуры Шулавери-Шому, средний — Кура-Аракской, а верхний — Ходжалы-Кедабекской культуры. Результаты археологических раскопок показали, что население поселения Баба-Дервиш занималось скотоводством и земледелием, гончарным делом, шитьём, обработкой металла.